# Bibliotheca hagiographica orientalis
Pour les articles homonymes, voir BHO.
La Bibliotheca hagiographica orientalis [BHO] est un catalogue de documents  hagiographiques arabes, coptes, syriaques, arméniens et éthiopiens- publié par la Société des Bollandistes - qui comprend d’anciennes œuvres littéraires sur la vie des saints, la translation de leurs reliques, leurs miracles, le tout classé par ordre alphabétique des noms des saints et numéroté consécutivement. Dans la littérature spécialisée, cette recension est nommée en abrégé BHO. Les citations se font par référence au numéro dans le catalogue. Ainsi, BHO 1724 désigne l'entrée no 1724 de la bibliotheca. Il s'agit en l’occurrence d’un texte, la Vie de Saint Théoctiste de Lesbos. Le catalogue liste des manuscrits, des incipits et des ouvrages imprimés.
La BHG fait partie, avec la Bibliotheca hagiographica latina (abrégée en «BHL») et la Bibliotheca hagiographica graeca (abrégée en « BHG ») des outils les plus utiles dans la recherche de documents littéraires concernant les saints.

## Édition
- Bibliotheca hagiographica orientalis, Bruxelles, Paul Peeters, coll. « Subsidia Hagiographica 10 », 1910.